# Хрватска Република Херцег-Босна
Хрватска Република Херцег-Босна је била непризната парадржава и геополитички ентитет на простору данашње Босне и Херцеговине. Основана 18. новембра 1991. године под именом Хрватска заједница Херцег-Босна, од стране политичког врха Хрвата у СР Босни и Херцеговини као „политичка, културна, економска и територијална цјелина“. У „Одлуци о успостави“ ове заједнице наводи се да ће „заједница поштовати демократски изабрану власт Републике Босне и Херцеговине док постоји њена независност у односу на Југославију„. Вашингтонским споразумом, 18. марта 1994. године договорено је да се од територије Херцег-Босне и територије која је била под контролом Армије РБиХ формира Федерација БиХ.
Иако су самопроглашене границе Херцег-Босне обухватале знатно већи простор, она је дефакто постојала само на територији која је била под контролом Хрватског вијећа одбране.
Хрватска заједница Херцег-Босна никада није усвојила предвиђени статут, а Хрватска Република Херцег-Босна није усвојила предвиђени устав, поштујући формално на тај начин суверенитет Републике БиХ. На територији Републике Херцег-Босне, тј. на територији која је била под контролом ХВО-а, примјењивани су важећи прописи Херцег-Босне, као и прописи Републике БиХ који нису у супротности са прописима Херцег-Босне.
- Етничка карта БиХ по насељеним мјестима из 1991. године